# Semibiscroma
Nella notazione musicale, la semibiscroma o sessantaquattresimo è un valore musicale eseguito con la durata pari a un sessantaquattresimo del valore dell'intero.
È rappresentata da un cerchio (o ovale) pieno con un'asticella verticale sul lato destro (se rivolta in alto) o sul lato sinistro (se rivolta in basso) e quattro codette.
Un simbolo simile è utilizzato per la pausa di croma della durata di 164 di semibreve.